# Socket FT3
El Socket FT3 o BGA-769 es un zócalo orientado a dispositivos móviles, diseñado para APUs de nombre código Kabini/Temash, y Beema/Mullins (Socket FT3b).
Los productos "Kabini" y "Temash" combinan Jaguar con Islands (GCN), aceleración de video UVD 3 y VCE 2.0 y soporte multimonitor AMD Eyefinity, admitiendo hasta 2 monitores.
Los productos "Beema" y "Mullins" basados en Puma con AMD Radeon Rx 200 Series (GCN), aceleración de video UVD 3 y VCE 2.0 , soporte multimonitor AMD Eyefinity, admitiendo hasta 4 monitores.
Su contraparte de escritorio es el Socket AM1.